# Ganganalyse
Die Ganganalyse (engl.: gait analysis) ist ein technisch-wissenschaftliches Verfahren – Teilgebiet der Bewegungsanalyse –, mit dessen Hilfe die natürliche Fortbewegungsart von Lebewesen, im Speziellen die des Menschen, das Gehen, beschrieben und auf ihre Charakteristika hin untersucht wird. Sie kann der Forschung (zum Beispiel Bewegungsanalyse), der Diagnostik (zum Beispiel Finden von Ursachen einer Gangstörung) oder der Dokumentation (zum Beispiel zur Qualitätssicherung) dienen.
Bei der instrumentellen Ganganalyse werden beispielsweise Schrittlänge, Gehgeschwindigkeit, Schrittfrequenz, Gelenkwinkel, auf die Gelenke einwirkende Kräfte, Muskelaktivität und Energieverbrauch ausgewertet.

## Untersuchungsmethoden

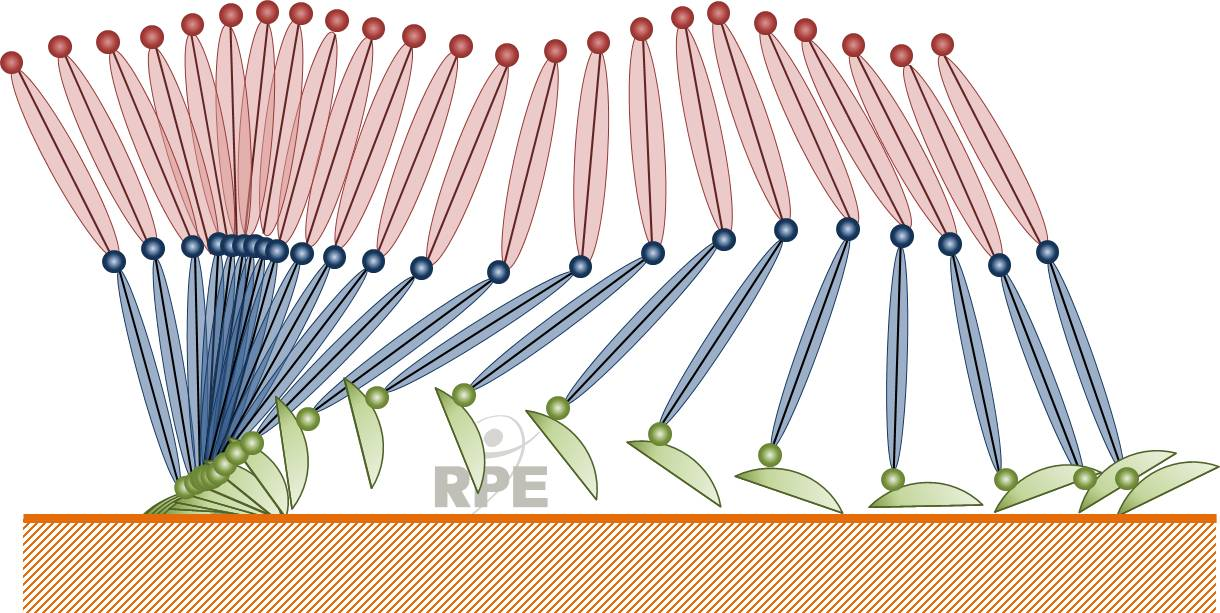
Darstellung der Beinbewegungen während eines Schrittzyklus

Bei der Ganganalyse wird hauptsächlich mit den Verfahren der Kinematik (optische Verfahren zum Beispiel: Bewegungserfassung (Motion Capture) zur Bewegungsverfolgung (Tracking) mittels Kinematografie, Video etc. – Aufzeichnung des sichtbaren Bewegungsablaufs), der Kinetik: (Kraftmessung, zum Beispiel der Bodenreaktionskräfte) und der Elektromyografie (Innervationsmuster der Muskeln) gearbeitet.

### Markerbasierte Analyse
Dem Probanden werden Marker, d. h. kleine reflektierende Kugeln, an definierten Stellen auf die Haut geklebt, typischerweise auf Beine und Rumpf. Zusätzlich werden oftmals Elektroden aufgeklebt, um mit der sogenannten Elektromyografie Muskelaktivitäten zu messen. Dann wird der Proband aufgefordert, eine definierte Strecke zu gehen. Dabei sind auf dem Weg (meistens) Kraftmessplatten in den Boden eingelassen, mit denen die Bodenreaktionskräfte gemessen werden können, wenn der Proband einen Schritt auf die Platte macht. Im Idealfall trifft der Proband mit einem Fuß in die Mitte der Platte und beim nachfolgenden Schritt mit dem anderen Fuß auf die Mitte der nächsten Platte.
Die Kameras sind so in dem Raum verteilt angebracht, dass in einem festen Beobachtungsvolumen zu jedem Zeitpunkt die Position der zu untersuchenden Person von mindestens zwei Kameras „gesehen“ werden kann. Dann kann die Position im dreidimensionalen Raum rekonstruiert werden.
Alternativ sind Ganganalysen auf dem Laufband möglich, wobei bekannt ist, dass sich einzelne Parameter zum freien Gehen auf der Gehstrecke unterscheiden.
Es ist bekannt, dass eine Fehlerquelle bei der markerbasierten Analyse darin liegt, dass die Haut und somit die Marker sich im Verlauf der Bewegung im Vergleich zum Knochenskelett verschieben.

### Kinematische Methoden
Zu den kinematischen Methoden werden alle fotografischen Verfahren gerechnet, mit deren Hilfe Bewegungsabläufe aufgenommen und wiedergegeben werden können. Dies waren zunächst – Ende des 19. Jahrhunderts – chronofotografische (E. J. Marey, 1830–1904) und später Filmaufnahmen. Die für die Berechnung wissenschaftlicher Daten notwendige Digitalisierung dieser Aufnahmen war sehr aufwändig. Sie konnte erst in der zweiten Hälfte des 20. Jahrhunderts durch automatische Auswerteverfahren ersetzt werden. Seit daher haben sich für die Bewegungsanalyse vor allem die Video- und die markerbasierten Infrarotaufnahmeverfahren (keine Rohdaten) durchgesetzt – auch weil diese weniger von den Lichtverhältnissen im Aufnahmeraum anhängig sind. Durch den rasanten technologischen Fortschritt seit Anfang des 21. Jahrhunderts kommen immer mehr Verfahren auf den Markt, welche modernere Alternativen zu konventionellen Systemen darstellen und mehr Möglichkeiten bieten. Interessant sind dabei vor allem bildbasierende Systeme, die auf Basis von Bildern (Rohdaten) Informationen extrahieren können. So kommen die neuesten Systeme durch Extrahieren der Silhouette des Patienten gänzlich ohne Marker aus. In Kombination mit dem konventionellen Marker-Tracking ergeben sich so Vorteile, welche neben dem positiven zeitlichen Aspekt vor allem die Genauigkeit und Reliabilität einer Ganganalyse verbessern.

### Kinetische Methoden

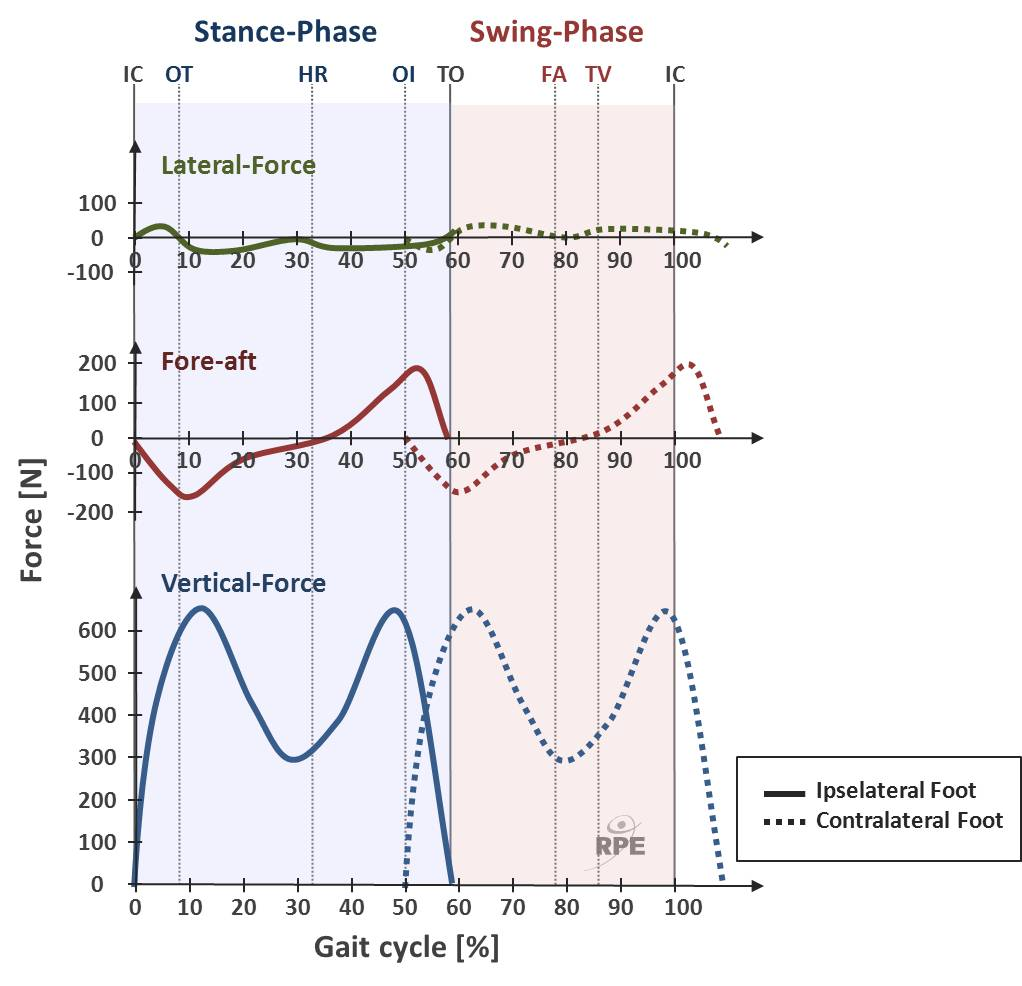
Bodenreaktionskraft in 3 Dimensionen. Gemessen während eines Schrittzyklus durch eine Kraftmessplatte

Die Kinetik befasst sich mit der Wirkung und Messung von Kräften. Bei der Ganganalyse wird die Reaktionskraft (Gegenkraft) des Bodens auf die Kraft gemessen, die der Körper durch die Füße beim Auftreten auf den Boden überträgt. Zur Messung dieser Reaktionskraft wird eine ursprünglich extra zu diesem Zweck konstruierte Kraftmessplatte verwendet (siehe auch: Pedographie). Es gibt zwei unterschiedliche technische Methoden, die Kraft zu messen. Bei der einen werden Dehnmessstreifen verwendet, bei der anderen wird die Kraft durch Piezokristalle aufgenommen.
Die Reaktionskraft wird als dreidimensionaler Kraftvektor über der gesamten Kraftmessplatte aufgenommen.
Er besteht aus einer vertikalen und zwei Scherkraftkomponenten (siehe auch: Scherung), die entlang der Oberfläche der Kraftmessplatte wirken. Um Aussagen über den Kraftverlauf unter dem Fuß machen zu können, benötigt man einen Punkt, an dem die Kraftkomponenten in jedem Augenblick konzentriert sind. Dieser Punkt wird als Center of Pressure ("CP") bezeichnet. Die Kurve seines Verlaufs ist einer der wichtigen Parameter bei der Ganganalyse. Diese als Ganglinie bezeichnete Kurve kann im Weiteren im Hinblick auf ihre Länge und Lage sowie ihren Zeitverlauf ausgewertet werden.
Diese Form der Messung gibt allerdings keine Auskunft darüber, wie die Reaktionskraft bezüglich der Fußsohle verteilt ist. Dies kann aber eine wichtige Information sein, wenn zum Beispiel Gleichgewichtsstörungen vorliegen. Es wurden deswegen spezielle Matten oder Einlegesohlen für die Schuhe entwickelt. Hierbei wird meist mit kapazitiven Elementen (siehe: elektrische Kapazität) gearbeitet, mit deren Hilfe die Druckverteilung unter dem Fuß beim Stehen oder Gehen gemessen werden kann.

### Elektromyografische Methoden

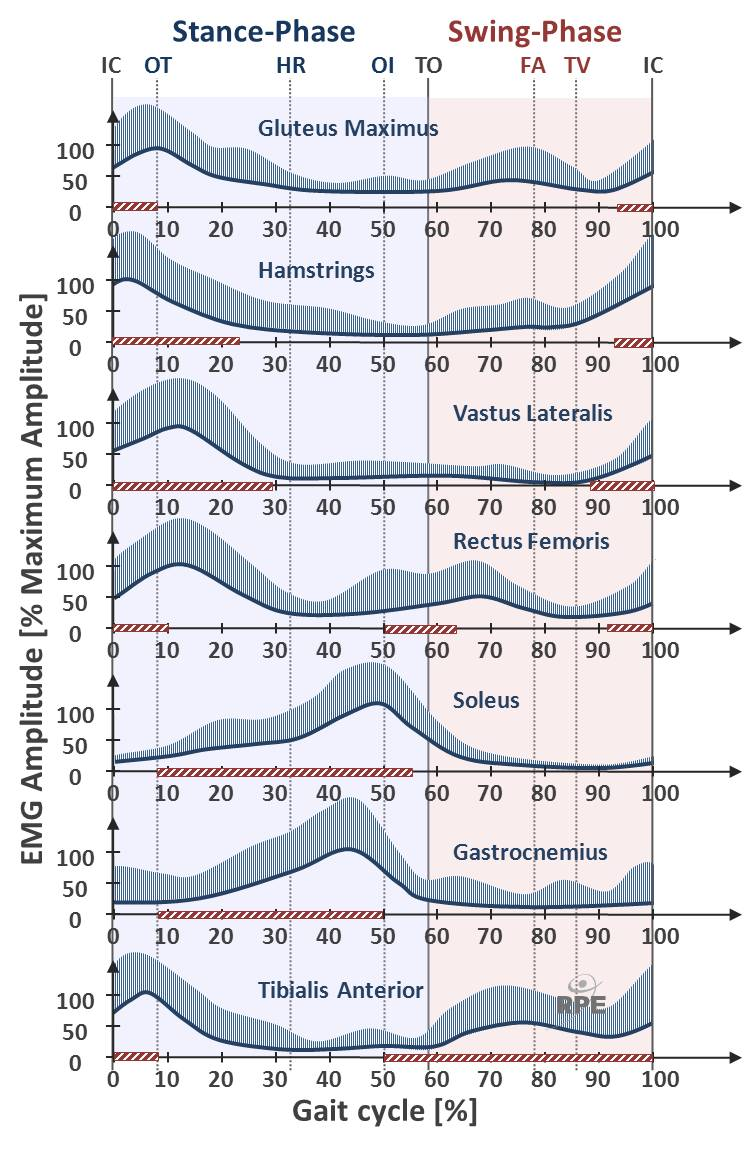
Darstellung der Muskelaktivität der wichtigsten Beinmuskeln während eines Gangzyklus

Bei der Aktivität (Kontraktion) von Muskelfasern entstehen elektrische Potentiale. Diese können über der Haut mittels Sensoren erfasst werden (Elektromyografie (EMG)). Damit kann die Dauer der Innervation bestimmt werden. Mit Hilfe von Elektroden, die auf der Haut über dem betreffenden Muskel befestigt werden, können die Aktionspotentiale der aktiven Muskelfasern gemessen werden. Das Ergebnis ist ein Summenpotential, das in seiner (Signal-)Stärke abhängig ist von der Anzahl der aktivierten Muskelfasern und deren Entfernung von der Elektrode. Von daher ist die gemessene Stärke des Signals nicht sehr aussagekräftig – das kann aber durch gezielte Maßnahmen erreicht werden. Für die Ganganalyse ist es nur wichtig, zu beurteilen, ob und wann ein Muskel aktiv ist. Das kann über eine Schwellenbestimmung für das EMG-Signal erreicht werden.

### Inertialsensor-basierte Methoden
Im Gegensatz zu videobasierten Analyseverfahren ermöglicht die Nutzung von inertialen Messeinheiten den ubiquitären Einsatz von Ganganalyse-Systemen auf Kosten geringerer lokaler Auflösung. Die Anzahl der genutzten Messeinheiten variiert, häufig werden diese jedoch am Fuß, Unterschenkel und/oder unteren Rücken befestigt.

## Datenanalyse
Mit Hilfe der mit den beschriebenen Verfahren gewonnenen Daten kann der Gang des Probanden in den drei Raumdimensionen und in der Zeit rekonstruiert werden. Dabei werden nicht nur die Geschwindigkeiten und Beschleunigungen der Gliedmaßen sowie der Winkel zwischen den Gliedmaßen berechnet, sondern es können auch die in den Gelenken wirkenden Kräfte und die dort erzielte Leistung durch die Methoden der Inversen Dynamik berechnet werden. Zu letzteren werden allerdings persönliche Daten der untersuchten Person wie Größe, Gewicht, Teilmassen der Gliedmaßen und deren Trägheitsmomente benötigt (siehe hierzu auch: Mathematische Modelle der Biomechanik).
Für die Diagnose eines Gangereignisses (Auswertung aller Daten) wird zunächst der Gang in seine sich wiederholenden Abschnitte (Zyklen) der Schritte bzw. Doppelschritte eingeteilt. Diese Zyklen erhält man beispielsweise aus den Daten von je zwei Kontaktschaltern, die unter jedem Fuß unter der Ferse und unter dem Großzehenballen angebracht werden. Diese signalisieren das Aufsetzen des Fußes (Ferse) sowie das Abheben des Fußes am Ende des Schritts (Großzehenballen). Werden inertiale Messeinheiten anstatt von Kontaktschaltern genutzt, kann die Einteilung in Zyklen beispielsweise durch Peakfinder, Dynamic Time Warping, local cyclicity estimation oder Hidden Markov Models erfolgen.
Bei dem einzelnen Schritt werden dann Stand- und Schwungphase unterschieden. Diese Phasen lassen sich noch weiter unterteilen. Die Standphase wird eingeteilt in die Gewichtsübernahme, vom ersten Kontakt bis zum Anheben des anderen Beins, die mittlere Standphase vom Stand auf dem ganzen Fuß bis zum Anheben der Ferse und die Endphase, wenn das andere Bein den Boden berührt. Die Schwungphase beginnt mit dem Abheben des großen Zehs. Es folgt der Schwungbeginn, wenn das Schwungbein das Standbein passiert, dann der mittlere Schwungteil (mid swing), bis der Unterschenkel sich senkrecht über dem Boden befindet und schließlich der Endschwung, der bis zum Aufsetzen der Ferse dauert. Damit ist ein Gangzyklus beendet.
Die Standphase nimmt etwa 60 % der Zeit des Gangzyklus in Anspruch, die Schwungphase 40 %. Da dies wechselseitig für beide Beine gilt, ergeben sich jeweils zwei überlappende Phasen, in denen beide Füße auf dem Boden sind, die jeweils rund 10 % der Gangzykluszeit beanspruchen. Auf diese Zeiten werden alle erhobenen Daten normiert.
Zu den Daten, die bei der instrumentellen Ganganalyse zur Dokumentation der Gang- und Bewegungsmuster eingesetzt werden können, zählen die Schrittlänge (rechts/links), Gehgeschwindigkeit und Schrittfrequenz, die Winkel der Gelenke und die auf die Gelenke einwirkenden Kräfte, die Aktivität der Muskeln und der Energieverbrauch. Im Falle der inertialsensor-basierten Methode werden hierzu verschiedene Methoden der Sensordatenfusion oder neuronale Netze verwendet.
Für unterschiedliche Gruppen von Menschen (Altersgruppen, Größe/Gewicht, Pathologien etc.) existieren Standardwerte für bestimmte Parameter, mit denen ein aktuell zu beurteilender Gang verglichen wird.

## Ziele der Ganganalyse
Ziel der Ganganalyse ist es zum einen, generelle Erkenntnisse über den Bewegungsablauf des Gangmusters und dadurch Rückschlüsse auf dessen Entstehung (neuronal und mechanisch) ziehen zu können. Im Speziellen hat sie dann das Ziel, aufgrund dieser Erkenntnisse den Gang einer Person zu analysieren und zu beurteilen, wie weit ihr Gangbild dem „normalen“ Gangbild entspricht oder ob es davon abweicht. Es ist dann zu entscheiden, ob die beobachteten Abweichungen pathologische Ursachen haben können und wie sich diese gegebenenfalls durch therapeutische (z. B. chirurgisch oder physiotherapeutisch (siehe Physiotherapie)) oder technische Maßnahmen (durch Orthesen oder Prothesen) korrigieren lassen. Ebenso muss in Erwägung gezogen werden, ob das Gangbild von der Norm auf Grund von individuellen biomechanischen Varianten (zum Beispiel des Skletettsystems) abweicht. Der erste Teil (generelle Erkenntnisse und Rückschlüsse auf die Entstehung) ist ein Teilgebiet der Bewegungsanalyse.

### Bewegungsanalyse

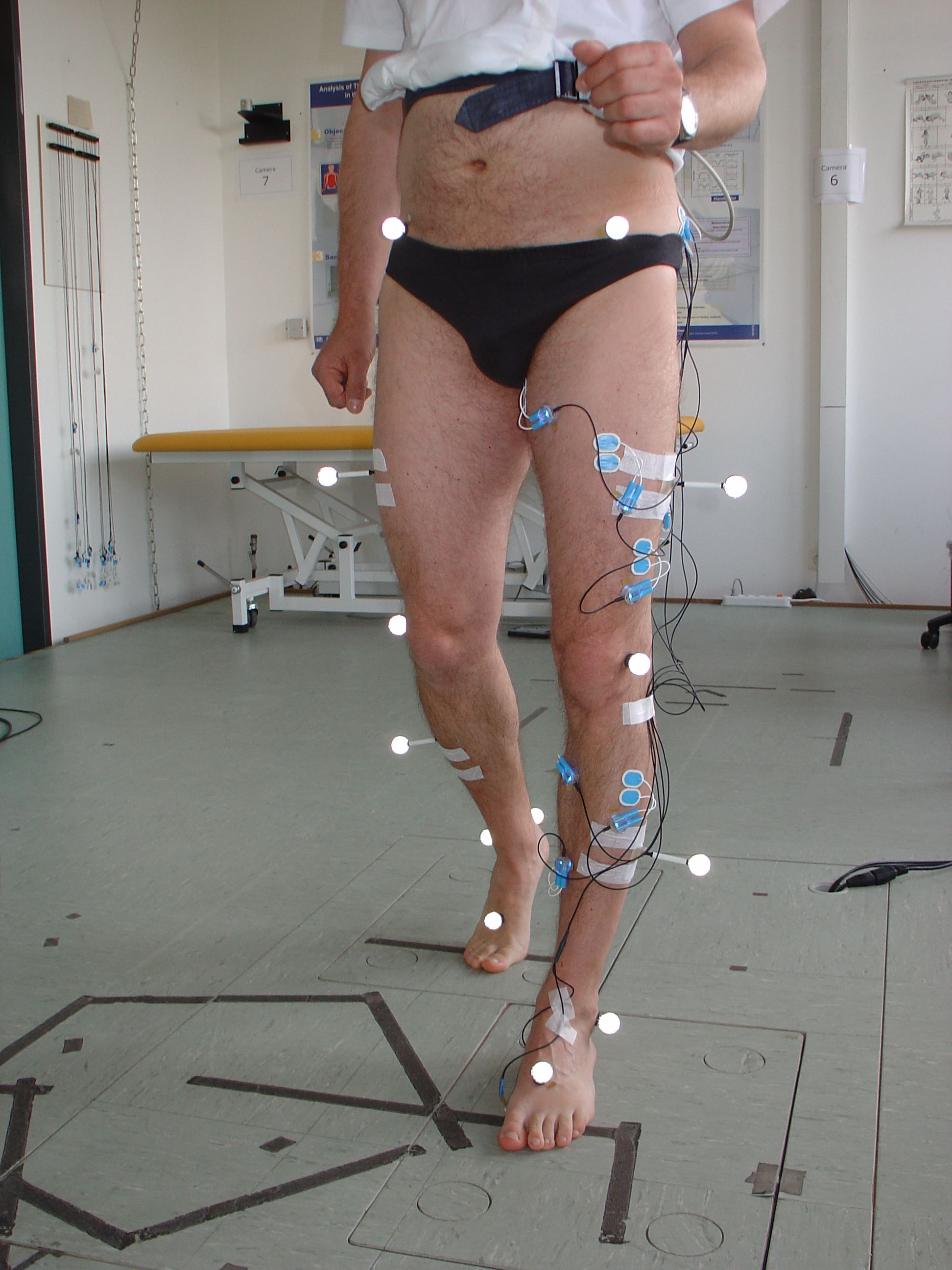
Marker (weiß) für kinematische Analyse und Elektroden sowie Vorverstärker (blau) für EMG- (Muskelaktivitäts-) Analyse

Als Teilgebiet der Bewegungsanalyse ist es das Ziel der Ganganalyse, herauszufinden, wie die neuronalen Verschaltungen, die im zentralen Nervensystem angelegt sind, den Tieren und Menschen das Gehen ermöglichen. Es wird auch versucht, daraus zu schließen, wie diese durch Übung (Lernen) verändert werden können. Dieses Ziel kann z. B. durch die Analyse und Modifikation (siehe: Bewegungslernen) der am Gang beteiligten Muskeln (siehe:Muskulatur) und deren zeitlicher Aktivität mittels Elektromyographie geschehen.
Außer der Verwendung der erwähnten biomechanischen (siehe Biomechanik) Verfahren werden hierzu Vergleiche mit dem Gang von Tieren – vierbeinigen und zweibeinigen – und das Verfolgen der Entwicklung des zweibeinigen Gehens beim Menschen – historisch – im Laufe der Evolution und individuell, von den ersten Schritten des Kleinkinds bis zum ausgereiften Gehen des erwachsenen Menschen eingesetzt.
Durch die Untersuchung der Veränderung des Gangmusters bei bekannten Störungen bzw. Schäden des Zentralen Nervensystems können ebenfalls Rückschlüsse auf die Verschaltung sowie auf die Bedeutung bestimmter Hirn- und Rückenmarksabschnitte (siehe: Rückenmark) auf das Gangverhalten gezogen werden. Als Ergänzung zu diesen Untersuchungen werden auch in Tierversuchen gezielte Eingriffe in das zentrale Nervensystem von Versuchstieren (zum Beispiel Katzen, siehe: Sten Grillner) gemacht (z. B. Durchtrennung des oberen Rückenmarks oder des Hirnstamms) und deren Einwirkung auf das Gangverhalten der Tiere untersucht.
Die Erkenntnisse aus den Ergebnissen dieser Untersuchungen kommen unmittelbar der Rehabilitation zugute.

### Sturzprävention
Die Analyse des Gangverhaltens kann auch dazu genutzt werden, mögliche Sturzrisiken eines Probanden zu identifizieren, auf ihre Ursachen hin zu analysieren und mögliche Maßnahmen zur Verminderung des Risikos zu entwickeln (siehe auch: physiotherapeutische Maßnahmen zur Sturzprävention). Stürze, vor allem bei älteren Menschen – mit zum Teil tödlichen Folgen – verursachen heute erhebliche Kosten im Medizinsystem.
Auf ein erhöhtes Sturzrisiko deutet insbesondere die Schritt-zu-Schritt-Variabilität – das Ausmaß einer Änderung der Schrittlänge von einem Schritt zum nächsten. So verdoppelt sich laut Ergebnissen einer Studie von 1997 bei einem Unterschied von 1,7 cm in der Schrittlänge, der mit dem bloßen Auge kaum wahrnehmbar ist, das Risiko, in den nächsten sechs Monaten zu stürzen, um 50 %.

### Entwicklung von Prothesen für die untere Extremität
Ein weiteres Anwendungsgebiet der Ganganalyse ist die Entwicklung, Überprüfung und Verbesserung von Prothesen des Beins bzw. Teilen des Beins. Dieser Teilbereich entwickelte sich nach dem Ersten Weltkrieg, bei dem viele Soldaten eins ihrer Beine oder Teile davon verloren hatten. Heute spielt dieser Bereich ebenfalls eine große Rolle, weil infolge von Diabetes häufig Amputationen von Beinen oder ihren Teilen vorgenommen werden müssen. Eine wichtige Aufgabe der Ganganalyse ist es hierbei, die Energie, die von dem Gang des Prothesenträgers für den Gang aufgebracht werden muss, zu bestimmen. Man möchte daraus Verbesserungen der Prothese entwickeln, die diesen Energieverbrauch minimiert. Dabei ist es eine Hilfe, wenn man den Energiefluss zwischen den einzelnen Gliedmaßen bestimmen kann.

### Rehabilitation
Die Ganganalyse findet in vielen Bereichen der Medizin, vor allem der medizinischen Rehabilitation Anwendung.
In der Rehabilitation dient sie zur Analyse eines pathologischen Gangbilds, damit die Ursache für diesen pathologischen Bewegungsablauf und daran anschließend, wenn möglich, eine Therapie gefunden werden kann. Ebenso dient die Ganganalyse nach Durchführung der Therapie dazu, nach objektiven Kriterien zu beurteilen, welche Änderung sich durch die Behandlung im Gangbild ergeben hat.
Typische Störungen des Gangbilds können durch Probleme des Bewegungsapparats (akut: Verletzungen, chronisch: degenerative Prozesse an Knochen, Gelenken, Muskeln, Sehnen, beispielsweise Rheumatismus) entstehen oder durch neurologische Probleme: zentrale (Hirnerkrankungen) oder periphere, zum Beispiel sensorische vestibuläre (zum Beispiel Gleichgewichtsstörungen), visuelle etc. Die peripheren Probleme resultieren bei Kindern hauptsächlich aus infantilen Zerebralparesen oder Dysmelie und Muskeldystrophie. Bei Erwachsenen sind die Ursachen meist Hirnerkrankungen wie Parkinson (siehe: Parkinson-Krankheit), Multiple Sklerose oder andere Erkrankungen, die zu Ataxien führen, oder es sind die Folgen eines Schlaganfalls.
In der Rehabilitation ist die instrumentelle Ganganalyse aber nicht die einzige Grundlage, ein Gangmuster zu beurteilen. Eine ebenso große Rolle spielt die Beurteilung durch einen hierin erfahrenen Therapeuten. Die instrumentelle Ganganalyse beurteilt nämlich lediglich die mechanischen Parameter des Gangs und häufig auch nur die der unteren Extremitäten sowie die von Kopf und Rumpf. Ebenso wichtig ist aber der Gesamteindruck des Gangbildes, der auch Aussagen über andere als nur die mechanischen Merkmale (wie Emotionalität, Unruhe) zulässt und deren korrekte Beurteilung zu einer erfolgreichen Rehabilitation beitragen kann.

## Entwicklungsgeschichte der Ganganalyse

### Historische Anfänge
Der erste Bericht in unserer westlichen Kultur zu Gedanken über das Gehen des Menschen findet sich in dem Werk von Aristoteles (384–322 a. C.) (De Motu Animalium)  Über die Bewegung der Lebewesen. Aristoteles macht sich dort Gedanken darüber, wie es – physikalisch gesehen – überhaupt zu einer Bewegung kommen kann, und erkennt, dass eine Gegen-, also Reaktionskraft – beim Gehen die Reaktionskraft des Bodens – eine entscheidende Rolle spielt. Als den Beginn einer wissenschaftlichen Analyse des Gehens in Europa lässt sich dann die Arbeit von Giovanni A. Borelli (1608–1679), ebenfalls mit dem Titel De Motu Animalium, bezeichnen. Er will zeigen, wie sich die Gesetze der Mechanik, vor allem die Hebelwirkung, zur Erklärung der Bewegung von Lebewesen heranziehen lassen. Auch bei Luigi Galvani (Muskelaktionen) und Isaac Newton (Mechanik) lassen sich Bemerkungen zum Gang des Menschen finden.
Eine intensive wissenschaftliche Beschäftigung mit dem Gang des Menschen erfolgte im 19. Jahrhundert. Eine frühe Schrift von M. Carlet über den menschlichen Gang (Etude de la marche) erschien 1872 in Frankreich. Weiterführend waren dann die Arbeiten von Wilhelm Braune und Otto Fischer, die den Auftrag hatten zu untersuchen, wie sich das Gewicht des Marschgepäcks auf den Gang von Infanteristen auswirkt. Sie hatten bereits einige Voruntersuchungen zum Gang des Menschen durchgeführt und konnten auch auf Arbeiten von z. B. den Brüdern Wilhelm und Eduard Weber zurückgreifen, die bereits 1836 ein Buch über die 'Mechanik der menschlichen Gehwerkzeuge' veröffentlicht hatten.
Braune und Fischer beobachteten, dass die Bewegung der Beine eine Pendelbewegung ist und dass deren Geschwindigkeit nicht von der Stärke der Muskeln, sondern von der Länge der Beine und der Kraft, die von außen auf sie einwirkt, im Allgemeinen die Schwerkraft, abhängig ist. Mit Hilfe von elf Geißlerröhren, die sie an den Körperteilen (je zwei an Füßen, Unterschenkeln, Oberschenkeln, Unterarmen und Oberarmen und eine am Kopf) befestigten, und einer Chronofotografieplatte konnten sie die räumlichen Koordinaten bei den Gehbewegungen bestimmen sowie die Koordinaten der Gelenkmittelpunkte, deren Bahnkurven sowie Drehungen und Deformationen des Rumpfes und der Hüfte. Die Unterschiede im Gangbild von unbelasteten und belasteten Menschen wurden als nicht gravierend von ihnen eingeschätzt.
Hilfreich für die weitere Erforschung des menschlichen Gangs waren die Weiterentwicklung der Fotografie durch Étienne-Jules Marey (1830–1904) mit der Chronofotografie. Bei diesem Verfahren wurden bis zu 12 Bilder hintereinander innerhalb einer Sekunde gemacht. Dabei blieb die Kamera (photografic gun) auf das gleiche Objekt gerichtet, so dass eine Platte mit 12 aufeinander folgenden Bewegungsphasen entstand. Solche Aufnahmen machte Marey von vielen Tieren in der Luft (Vögel, Insekten), auf dem Land (Schafe, Esel, Elefanten etc.) und im Wasser (Fische, Mollusken etc.) Auf diese Weise studierte Marey die Technik ihrer Fortbewegung. Auch vom gehenden und laufenden Menschen machte Marey solche Aufnahmen.
Um die gleiche Zeit wie Marey entwickelte Eadweard Muybridge (1830–1904), ein britischer Fotograf, der einen großen Teil seines Lebens in den USA verbrachte, die Fotografie der Bewegung weiter. Er wurde dadurch bekannt, dass er Tiere in ihrer Fortbewegung fotografierte. Um diese Bewegungen optisch „einzufangen“, verwendete er mehrere nebeneinander gestellte Kameras.
Nach dem Ersten und besonders nach dem Zweiten Weltkrieg mit der großen Anzahl von Veteranen, die im Krieg ihre Beine oder Teile ihrer Beine verloren hatten, gelangte die technische Ganganalyse zu einer besonderen Bedeutung für die Entwicklung, Überprüfung und Verbesserung von Prothesen. Durch die dann finanziell bessere Ausstattung der Labore und die technischen, vor allem die elektronischen, Entwicklungen, zunächst in den USA, konnte eine Reihe von Instrumenten, besonders in der Messtechnik, entwickelt werden, die für die Ganganalyse, vor allem die Kinematik und die Kinetik, nützlich waren.

### Kinematik
Die Kinematik befasst sich mit den geometrischen Bewegungsverhältnissen von Körpern, deren Teilen oder einzelnen Punkten. Sie untersucht deren Lage (Bahnkurven), Geschwindigkeiten und Beschleunigungen in Abhängigkeit von der Zeit. Das Messen einer Wegstrecke sowie der Schrittlänge gehört zu den elementaren Aufgaben der Ganganalyse. Sie konnten nach der Ausführung des Gangs, der beurteilt werden sollte, vorgenommen werden. Zur Bestimmung von Winkeln, Geschwindigkeiten und Beschleunigungen, die sich ständig während des Gangablaufs veränderten, bedarf es spezifischer Verfahren.
Es gab zwar zunächst mechanische, dann elektronische Winkelmesser (Goniometer), die an den Gelenken, zum Beispiel am Knie, befestigt werden konnten, sowie Beschleunigungsmesser, die an die Gliedmaßen, zum Beispiel das Schienbein, montiert wurden. Dies führte aber häufig dazu, dass der natürliche Gang des Probanden verfälscht wurde. Schließlich setzte es sich durch, dass die kinematischen Daten mit Hilfe fotografischer Verfahren erhoben wurden. Dazu konnten wie von Marey Fotoplatten verwendet werden, die mehrmals in bekannten Zeitabständen belichtet wurden. Damit die Körperteile leichter identifizierbar und ausmessbar waren, wurden reflektierende Streifen auf Beine und Rumpf geklebt und durch eine stroboskopische Lichtquelle angeleuchtet. Damit wurden Filmaufnahmen die geeignete Technik für derartige Untersuchungen. Sie wurde, auf den Arbeiten von Marey und Muybridge aufbauend, weiterentwickelt.
Anfangs war es zeitaufwendig und die Fehleranfälligkeit war sehr hoch, die notwendigen Daten aus einer Filmaufnahme zu extrahieren. Es mussten nämlich aus den einzelnen Aufnahmen auf der Projektionsfläche die Koordinaten der benötigten Punkte bestimmt werden. Dazu muss man zunächst entscheiden, welches die wichtigen Punkte sind, die man zur weiteren Verarbeitung benötigt. In der Bewegungsanalyse sind das hauptsächlich die Mittelpunkte der Gelenke. Aus den Beziehungen der bestimmten Koordinaten zueinander lassen sich dann Längen, Winkel und Wege sowie unter der Berücksichtigung der zwischen den einzelnen Aufnahmen des Films verstrichenen Zeit die translatorischen und rotatorischen Geschwindigkeiten und Beschleunigungen berechnen. Lange Zeit musste diese Extraktion der Koordinaten per Hand durchgeführt werden. Eine Erleichterung waren die Marker zur Schätzung der Gelenkmittelpunkte.
Die Bestimmung dieser Gelenkmittelpunkte stellte jedoch ein weiteres großes Problem dar. Sie liegen innerhalb der Gelenke und sind deswegen von außen nicht sichtbar, tatsächlich wurde versucht, diese Punkte zu bestimmen, indem man Nägel in die Gelenke trieb. Aber wegen der großen Schmerzen für die Probanden wurde dieses Verfahren bald wieder eingestellt. – Man versucht seither deswegen so gut wie möglich – und immer präziser – aus der Kenntnis der Anatomie die Gelenkmittelpunkte zu bestimmen. Ein anderes Problem war und ist jedoch, dass sich diese Marker bei der Bewegung verschieben und daher nicht immer exakt den Gelenkmittelpunkt anzeigen. Neuste Technologien umgehen diese Fehlerquellen: Durch das Extrahieren der Silhouette des Probanden aus dem Raum werden mögliche Fehlerpotentiale (Markerverschiebung, Markerverdeckung etc.) eliminiert. Durch zusätzliche Integration von Markern, welche die Erfassung über die Silhouette automatisch stabilisieren, werden auch für spezielle Bewegungen, bei welchen sich die Silhouette nicht ändert (Inversion/Eversion), exakte Daten generiert. 
Bis in die 1970er Jahre hinein waren die Filmaufnahmen lediglich in der Sagittalebene (Seitenansicht) durchgeführt worden. Durch die Entwicklung der DLT (Digital Linear Transformation) wurde es dann möglich, die Daten von zunächst zwei Kameras, die im rechten Winkel zueinander den Gang des Probanden aufnahmen, zu einem dreidimensionalen Bild zusammenzuführen. Diese und ähnliche weiterführende mathematische Verfahren machen es heute möglich, dass die Daten von fast beliebig vielen Kameras zu einem dreidimensionalen Bild ausgewertet werden können, das sich dann auch von beliebigen Seiten betrachten und analysieren lässt. Es werden heute, je nach Notwendigkeit und Größe der Anlage bis zu 12 Kameras verwendet. Da das jedoch einen hohen Rechenaufwand und damit auch Zeitaufwand bedeutet, wird jetzt wieder versucht, alle notwendigen Daten – mit der notwendigen Präzision – mit einem Minimum an Kameras zu erhalten. Für die Weiterverarbeitung der Daten können verschiedene Dateiformate verwendet werden. Meist handelt es sich dabei um das Rohdatenformat, wobei jeder Kamerahersteller (Infrarot u. Bild/Video) meist eigene Formate benutzt. Zu beachten ist dabei, dass durch das Speichern in gewisse Formate Daten verloren gehen können. So sollte beim Hersteller sichergestellt werden, welche Formate genutzt werden.
Unter OpenRAW.org hat sich aus diesem Grund eine Interessengruppe gebildet, die die Kamerahersteller auffordert, die Rohdatenformate uneingeschränkt offenzulegen, was dem Anwender auch noch in vielen Jahren ermöglichen würde, ohne im Besitz der vormals funktionierenden Software in der Lage zu sein, seine Rohdaten zu verarbeiten und nötigenfalls selbst ein Programm zur Unterstützung seines mittlerweile veralteten Formats schreiben zu können.

### Kinetik
Die Kinetik befasst sich mit den Bewegungen von Körpern unter dem Einfluss von äußeren und inneren Kräften. Isaac Newtons 3. Gesetz der Bewegung (actio = reactio) (siehe actio und reactio) bildet die Grundlage der kinetischen Analyse des Gangs. Bereits die Menschen, in ihrer Zeit als Jäger, beurteilten die Tiere in ihrer Umgebung entsprechend ihren Fußspuren, weil sie daraus auf die Masse und das Gewicht der Tiere schließen konnten.
Beim Gang des Menschen müssen als äußere Kräfte die Schwerkraft sowie die Reaktionskraft des Bodens berücksichtigt werden sowie die Muskelkräfte als innere Kräfte.
Da die Größe der Schwerkraft der Reaktionskraft des Bodens, auf dem ein Mensch geht, entspricht, wird für die Ganganalyse diese Reaktionskraft gemessen. Um dies tun zu können, wurden unterschiedliche Methoden entwickelt und ausprobiert, um diese Reaktionskraft des Bodens zunächst zu beurteilen, später, sie möglichst präzise zu messen.
Carlet (1872) verwendete z. B. Luftkammern um den Druck von Ferse und Vorfuß beim Auftreten beurteilen zu können und erhielt bereits daraus die 2-gipflige Kurve, die wir auch heute bei der Messung der Kraftvektoren von Kraftmessplatten erhalten. Allerdings ließ sich die Kurve von Carlet nicht in die drei Raumdimensionen zerlegen. Braune/Fischer (1895), versuchten die 3 Kraftkomponenten durch ihre kinematischen Daten zu erschließen.
Bei den zu Beginn des 20. Jahrhunderts erfolgenden ersten Versuchen, die Reaktionskraft beim Gehen zu messen, wurden pneumatische Verfahren verwendet (zum Beispiel Marey), die zum Teil in den Schuh eingebettet waren. Die erste mechanische Kraftmessplattform (siehe Biomechanik) wurde von W. Fenn konstruiert. 1934 entwickelte dann H. Elftmann eine Kraftmessplattform, die aus zwei Platten bestand, die mit vier kalibrierbaren Federn verbunden waren. Damit konnte er die vertikale Kraft und die Scherkräfte in der Sagittalebene messen. Er war auch der erste, der das Zusammenspiel von potentieller und kinetischer Energie beim Gang des Menschen diskutierte und sich Gedanken über die Drehmomente und den Einfluss von Muskeln machte, die über zwei Gelenke ziehen.
Von D. M. Cunningham und G. W. Brown wurde in den frühen 1950er Jahren in den USA die erste Kraftmessplattform auf der Basis von Dehnmessstreifen entwickelt, mit deren Hilfe sich die Bodenreaktionskraft in ihre räumlichen Komponenten zerlegen ließ. Sie wurde in einigen Labors in den USA eingesetzt.
In Europa entwickelte etwa um die gleiche Zeit J. Paul an der Universität in Strathclyde (Schottland) ebenfalls eine Kraftmessplattform auf der Basis von Dehnmessstreifen. Er verwendete sie hauptsächlich in seinem Labor zur Bestimmung von Kräften, die in den Gelenken beim Gehen übertragen werden (siehe oben); das ist für die Konstruktion von Prothesen von Bedeutung.
In Europa entwickelte etwa um die gleiche Zeit J. Paul an der Universität in Strathclyde (Schottland) ebenfalls eine Kraftmessplattform auf der Basis von Dehnmessstreifen. Er verwendete sie hauptsächlich in seinem Labor um die Kräfte, die in den Gelenken beim Gehen übertragen werden (siehe oben), zu bestimmen.
Die Kenntnis dieser Kräfte wird benötigt, um die Energie, die der Prothesenträger zum Gehen benötigt zu berechnen. Es ist nämlich ein wichtiges Kriterium für die Konstruktion und Anpassung einer Prothese, dass die Energie, die der Prothesenträger aufwenden muss, um mit der Prothese auch über eine längere Strecke gehen zu können, möglichst gering ist.
Um diese Energie zu bestimmen, muss die Energie, die von der einzelnen Gliedmaßen (Segmenten) erzeugt bzw. von einem zum jeweils nächsten übertragen wird, berechnet werden. Diese Energien lassen sich mit Hilfe des Verfahrens der inversen Dynamik (inverse dynamics) berechnen. Das Verfahren der inversen Dynamik wurde in den 70er Jahren von D. Winter (Waterloo/Kanada) für die Ganganalyse erarbeitet. Winter beschreibt es ausführlich in seinem Buch The Biomechanics and Motor Control of Human Movement.
Außer den gemessenen kinematischen Daten und den kinetischen Daten der Kräfte und Momente von den Kraftmessplatten werden für diese Rechnung anthropometrische Daten des Prothesenträgers benötigt.
Heute werden kommerzielle Kraftmessplatten auf der Basis von Dehnmessstreifen in erster Linie von den amerikanischen Firmen AMTI und Bertec hergestellt und vertrieben.
Einige Forscher in den USA versuchten in den 1960er Jahren die Bodenreaktionskräfte mit Hilfe von Piezo-Kristallen (siehe Piezoelektrizität), bei denen sich Kräfte durch Ladungsverschiebungen der Kristalle messen lassen. Es gab jedoch Schwierigkeiten, weil diese Ladungsverschiebungen sich sofort nach dem Messvorgang wieder ausgleichen und daher nicht zu einer Aufzeichnung verwendet werden konnten. Dieses Problem wurde 1969 von der Firma Kistler in der Schweiz gelöst, deren Kraftmessplatten heute zum Standard eines wissenschaftlichen Ganglabors gehören. Ebenfalls von der Firma Kistler wurde in den 1990er Jahren eine Kraftmessplatte entwickelt – das bedarf einiger Konstruktions- und Messveränderungen – die in ein Laufband integriert werden kann. Dadurch werden die Ganganalysen auf dem Laufband möglich.

### Elektromyografie
Eine weitere Technik, die half, den Gang genauer zu analysieren, entwickelte sich mit der Elektromyografie (Messung der Muskelaktionspotentiale = Aktivität der Muskeln). Dieses Verfahren war nach einigen epidemieartigen Vorkommnissen von Poliomyelitis in den USA in den fünfziger Jahren von der Gruppe um Verne Inman (San Francisco) für diese Patienten entwickelt worden. Um feststellen zu können, ob die betreffenden Muskeln innerviert wurden, sie also aktiv waren, wurden Nadelelektroden in die Muskeln eingestochen. Die Nadeln waren relativ dick und unflexibel und verursachten dem Patienten erhebliche Schmerzen. Zunächst konnte damit auch nur die elektrische Aktivität eines einzelnen Muskels beobachtet werden. Zu diesem Zweck wurde das Signal zunächst in die Tonspur eines Filmaufnahmegeräts eingespeist und von dort ausgewertet, später konnte es vom Oszilloskop abfotografiert oder gefilmt werden. Dann musste das Signal, wie eine Filmaufnahme per Hand ausgewertet werden. Damit die Belastung – vor allem der Schmerz – für die Probanden eingeschränkt werden konnte, wurden immer dünnere und flexible Drahtelektroden entwickelt, die auch zwischen den einzelnen Analyseereignissen im Muskel verbleiben konnten, also nicht immer wieder neu eingestochen werden mussten.
Als man dann in der Lage war, die Aktivität von mehreren Muskeln gleichzeitig über verschiedene Kanäle abzuleiten und aufzuzeichnen, wurde diese Technik auch für die Ganganalyse interessant. Allerdings war das Verfahren für die Patienten immer noch sehr schmerzhaft, weil sich die Muskeln beim Gehen stark kontrahieren und dabei das Muskelgewebe verletzt wird. Drahtelektroden werden heute deswegen nur noch verwendet, wenn man die Qualität der Kontraktion von einzelnen motorischen Einheiten bzw. Muskelfasern untersuchen will.
Mit der Entwicklung von Oberflächenelektroden, die also nicht mehr in die Muskeln eingestochen werden mussten, sondern auf die Haut oberhalb des zu untersuchenden Muskels geklebt werden, ließen sich die Summenpotentiale der aktiven motorischen Einheiten im Aufnahmebereich der Elektrode bestimmen. Damit konnte die Elektromyografie (EMG) zu einem Routineverfahren in der Ganganalyse werden. Es wird heute in der Regel die Aktivität von bis zu acht Muskeln auf jeder Seite des Körpers analysiert.
Es bleibt allerdings das Problem, dass die Signalaufnahme direkt am Körper erfolgen muss, die Daten also vom Körper des Probanden zum Auswertegerät übertragen werden müssen. Neuere Messsysteme integrieren Funksender in die EMG-Elektroden, so dass der Patient gehen kann, ohne dass er durch Kabelstränge gehindert wird. Das Problem dabei ist allerdings, dass die Signale dann am Körper verstärkt werden müssen und die Sender unter Umständen so groß und schwer werden, dass sie den Gang des Probanden beeinflussen.
Wird mit Kabelsystemen gearbeitet, so befindet sich bei Untersuchungen in einem Ganglabor meist eine Schiene oberhalb der Gangstrecke, in der die EMG-Kabel, in ein Kabel zusammengefasst, verlaufen und zum Auswerterechner geleitet werden. Am Probanden werden die Kabel von den einzelnen Ableitestellen über den Muskeln in der Regel von kleinen leichten Vorverstärkern verstärkt und zu einem ebenfalls kleinen und leichten Kästchen auf dem Rücken des Probanden geleitet. Dort werden sie eventuell noch einmal verstärkt und in einem weiteren, größeren Kabel zu der „Leit“schiene transportiert.